# Fischerotrephes
Fischerotrephes is een geslacht van wantsen uit de familie van de Helotrephidae. Het geslacht werd voor het eerst wetenschappelijk beschreven door Zettel in 1994.

## Soorten
Het genus bevat de volgende soorten:

- Fischerotrephes depressus Zettel, 1994
- Fischerotrephes heissi Chen, Nieser & Sangpradub, 2006
- Fischerotrephes indicus Zettel, 1994
- Fischerotrephes jaechi Zettel, 1994
- Fischerotrephes maculatus Chen, Nieser & Sangpradub, 2006
- Fischerotrephes maryatiae Zettel, 1997